# Jozef Jankech
Jozef Jankech (Šaľa, 24 ottobre 1937) è un allenatore di calcio ed ex calciatore slovacco, fino al 1992 cecoslovacco, di ruolo centrocampista.

## Palmarès

### Allenatore

#### Competizioni nazionali
- Coppa di Cecoslovacchia: 1

Lokomotíva Košice: 1979

#### Competizioni internazionali
- Coppa Piano Karl Rappan: 3

Fotbal Třinec: 1971
VSS Košice: 1974
Lokomotíva Košice: 1978